# Bala Town F.C.
Bala Town F.C. (wal. Clwb Pêl-droed Tref y Bala) – walijski klub piłkarski z siedzibą w mieście Bala.

## Historia
Chronologia nazw:
- 1880—1897: Bala Town
- 1897—190?: Bala Thursdays
- 190?—1968: Bala Press Team
- od 1968: Bala Town F.C.

Pierwsza wzmianka o klubie piłkarskim w miejscowości Bala jest z 1880 roku, data ta uważana jest za datę założenia klubu Bala Town F.C.. Już pod koniec XIX wieku w mieście istniały dwie drużyny Bala North End i Bala South End, które w 1897 roku połączyły się w jeden klub Bala Thursdays. Na początku XX wieku na podstawie Bala Thursdays powstał klub Bala Press Team, który stał jeden z najsilniejszych zespołów w Północnej Walii i zdobył kilka amatorskich trofeum. W 1921 zespół debiutował w Welsh National League North Division 2 East. Od 1950 grał w  Welsh National League Wrexham Area, a od 1954 w Cambrian Coast League. W 1963 powrócił do Welsh National League Wrexham Area, w której występował do 2004, kiedy awansował do Cymru Alliance. Brak jest wiarygodnej informacji o tym, kiedy klub został oficjalnie nazwany Bala Town F.C., prawdopodobnie było to w 1968 roku. W sezonie 2008/09 zajął 2.miejsce i awansował do Welsh Premier League.

## Sukcesy
- Mistrzostwo Walii:
  - 2. miejsce (2): 2015, 2016
- Puchar Walii:
  - zdobywca (1): 2017

## Stadion
Maes Tegid może pomieścić 2,500 widzów. Od 1987 roku do lat 50. XX wieku domowe mecze rozgrywane były na Castle Park.

## Europejskie puchary
Legenda do wszystkich tabel:
- Q – runda eliminacyjna, 1/16, 1/8, 1/4, 1/2 – odpowiednia faza rozgrywek, Grupa – runda grupowa, 1r gr – pierwsza runda grupowa, 2r gr – druga runda grupowa, F – finał, R – runda, PO – play-off
- k. – rzuty karne, los. – losowanie, Dogr. – dogrywka, w. – zasada bramek strzelonych na wyjeździe

| Sezon   | Rozgrywki               | Runda | Klub                | Dom     | Wyjazd  | Ogólnie     |
| ------- | ----------------------- | ----- | ------------------- | ------- | ------- | ----------- |
| 2013/14 | Liga Europy             | 1Q    | Levadia Tallinn     | 1–0     | 1–3     | 2–3         |
| 2015/16 | Liga Europy             | 1Q    | Differdange         | 2–1     | 1–3     | 3–4         |
| 2016/17 | Liga Europy             | 1Q    | AIK Fotboll         | 0–2     | 0–2     | 0–4         |
| 2017/18 | Liga Europy             | 1Q    | Vaduz               | 1–2     | 0–3     | 1–5         |
| 2018/19 | Liga Europy             | PQ    | Tre Fiori           | 1–0     | 0–3     | 1–3         |
| 2020/21 | Liga Europy             | 1Q    | Valletta            | 1–0 (W) | 1–0 (W) | 1–0 (W)     |
| 2020/21 | Liga Europy             | 2Q    | Standard Liège      | 0–2 (W) | 0–2 (W) | 0–2 (W)     |
| 2021/22 | Liga Konferencji Europy | 1Q    | Larne               | 0–1     | 0–1     | 0–2         |
| 2022/23 | Liga Konferencji Europy | 1Q    | Sligo Rovers        | 1–2     | 1–0     | 2–2, k: 3–4 |
| 2024/25 | Liga Konferencji        | 1Q    | Paide Linnameeskond | 1–2     | 1–1     | 2–3, Dogr.  |